# Nestor Khergiani
Nestor Khergiani (20 de julho de 1975) é um judoca georgiano.
Foi vice-campeão olímpico nos Jogos Olímpicos de 2004 em Atenas
Bicampeão olímpico de judô, além de ter obtido 7 outras medalhas, de bronze, na mesma competição.